# حاجی‌آباد (گوهرکوه، ۴)
چاه احمد' روستایی در دهستان چاه احمد بخش نازیل شهرستان تفتان استان سیستان و بلوچستان ایران است.

## جمعیت
بر پایه سرشماری عمومی نفوس و مسکن در سال ۱۳۹۵ جمعیت این روستا ۲۴۶ نفر (۵۹خانوار) بوده‌است.